# Ichnotropis bivittata
Ichnotropis bivittata — вид ящірок родини ящіркових (Lacertidae). Мешкає в Центральній і Південній Африці.

## Підвиди
Виділяють два підвиди:
- Ichnotropis bivittata bivittata Bocage, 1866;
- Ichnotropis bivittata pallida Laurent, 1964.

## Поширення і екологія
Ichnotropis bivittata мешкають в Габоні, Республіці Конго, на заході і півдні Демократичної Республіки Конго, в Анголі, північній Замбії, південній Танзанії і північному Малаві. Вони живуть у вологих тропічних лісах та в сухих лісистих саванах міомбо. Ведуть денний спосіб життя.